# Escudo de Pontevedra

Escudo de la ciudad de Pontevedra

Escudo de la provincia de Pontevedra

En el escudo de Pontevedra aparece, en un campo de azur, un puente de tres arcos de oro sobre ondas de azur y plata, surmontado en el centro, una cruz de calvario de oro a la diestra un castillo almenado de oro y aclarado de gules y en la siniestra, una torre almenada de oro. El escudo está timbrado con una corona real, forrada de gules, o rojo, cerrada, que es un círculo de oro, engastado de piedras preciosas, compuesto de ocho florones de hojas de acanto, visibles cinco, interpoladas de perlas y de cada una de sus hojas salen cinco diademas sumadas de perlas que convergen en un mundo azur, con el semimeridiano y el ecuador de oro, sumado de cruz de oro.
Del escudo de la ciudad de Pontevedra hubo diferentes variantes a lo largo del tiempo, pero siempre manteniendo una traza común. Así, el principal motivo será el puente, precisamente en virtud de su importancia en la época medieval para conformar el crecimiento de la ciudad. El puente aparecerá representado a lo largo de la historia con varios ojos, y flanqueado en sus laterales por una puerta con dos grandes torres, y otra puerta, que sería la Puerta del puente, abierta en la propia muralla de Pontevedra; tal y como la dibujó en su viaje Pier Maria Baldi en 1669 en una representación de la ciudad que se conserva en la Biblioteca Laurenciana de Florencia.
En ocasiones se integra en la mitad del puente una cruz, que aludiría a una cruz de Santiago y que fue incluida en el escudo a principios del siglo XVI. Remitiría a la ubicación de la ciudad en el camino de peregrinación, además de su pertenencia al arzobispado de Compostela.
La figura del puente que aparece en el escudo representa al Puente del Burgo que cruza el río Lérez y es el acceso del Camino de Santiago a la ciudad de Pontevedra. 

## Escudo de la Provincia de Pontevedra
La Diputación Provincial de Pontevedra emplea un escudo que puede considerarse como provincial, compuesto por los mismos elementos que el escudo de la ciudad de Pontevedra pero diferenciándose de este en el color del campo, de plata en vez de azur, además el agua del río Lérez aparece representada de azur y no con ondas, y el escudo aparece rodeado por lambrequines de oro y azur.

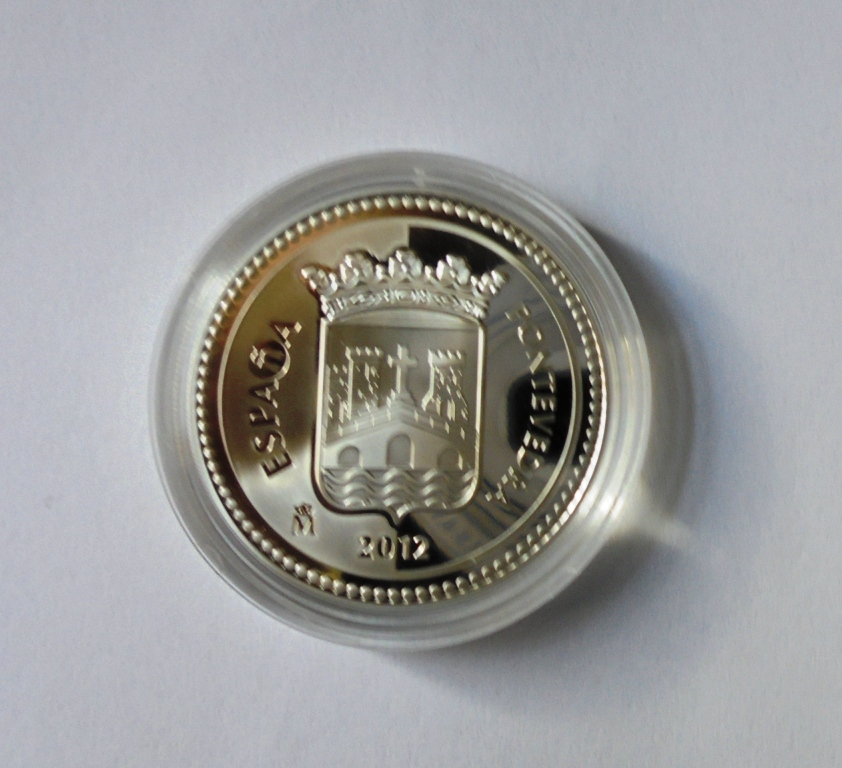
Moneda de Plata de la Serie Capitales de Provincia con el escudo de Pontevedra